# Ка деј Ровати (Павија)
Ка деј Ровати је насеље у Италији у округу Павија, региону Ломбардија.
Према процени из 2011. у насељу је живело 35 становника. Насеље се налази на надморској висини од 222 м.